# 弗朗茨·文巴赫尔
弗朗茨·文巴赫尔（德語：Franz Wembacher，1958年11月15日—），德国前男子雪橇运动员。他曾代表西德参加1984年冬季奥林匹克运动会雪橇比赛，联同汉斯·施坦加辛格获得双人金牌。